# Milejów-Osada
Milejów-Osada (prononciation : [miˈlɛjuf ɔˈsada]) est un village polonais de la gmina de Milejów dans le powiat de Łęczna de la voïvodie de Lublin dans l'est de la Pologne.
Le village est le siège administratif (chef-lieu) de la gmina appelée gmina de Milejów.
Il se situe à environ 10 kilomètres au sud de Łęczna (siège du powiat) et 26 kilomètres à l'est de Lublin (capitale de la voïvodie).
Le village comptait approximativement une population de 2 613 habitants en 2004.

## Histoire
De 1975 à 1998, le village est attaché administrativement à l'ancienne Voïvodie de Lublin.

Depuis 1999, il fait partie de la nouvelle voïvodie de Lublin.